# 正投影

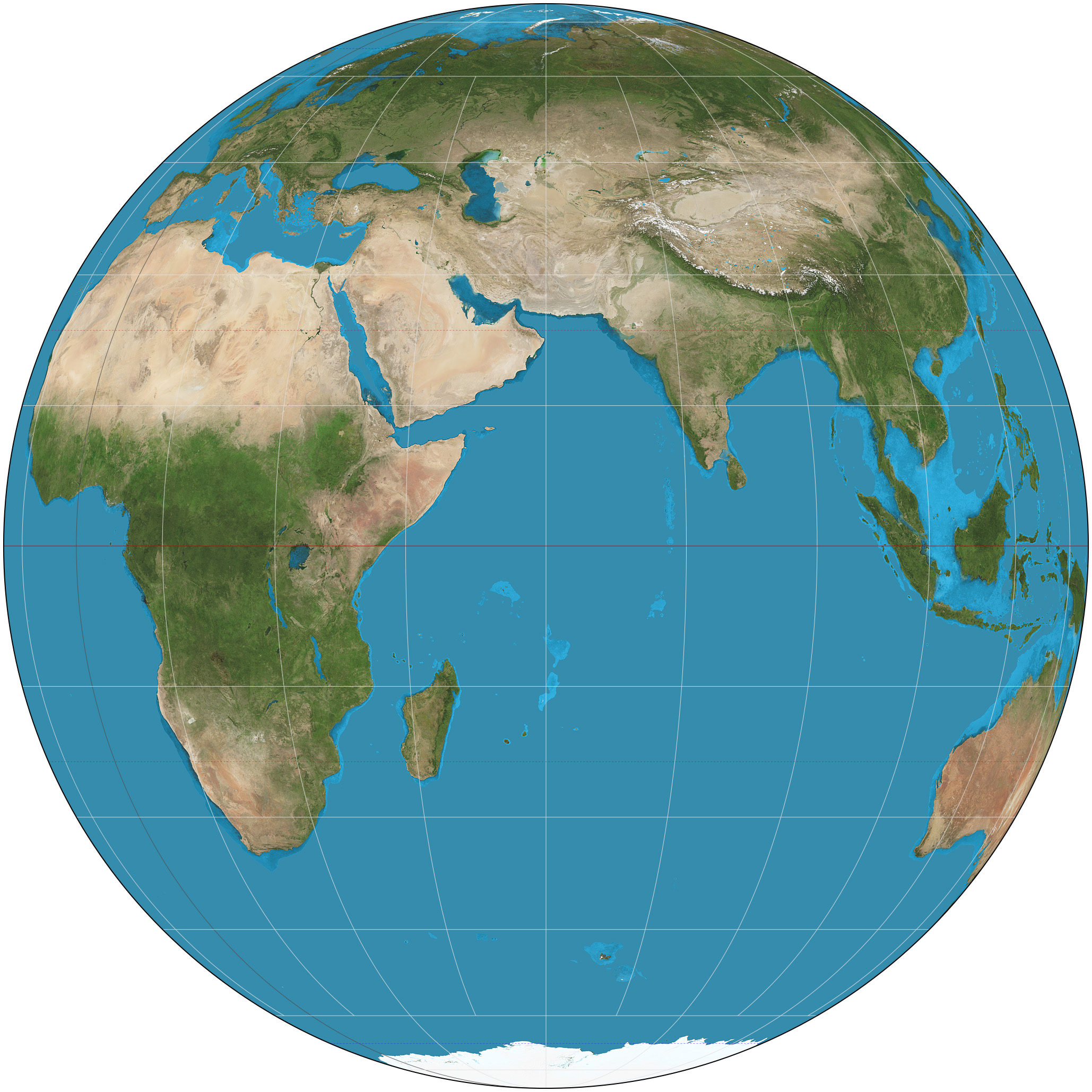
通过正投影绘制的地球东半球

正投影，又称正射投影、正视图投影等，是地图学中的一种地图投影方式。与球极平面投影和心射切面投影相似，正投影是一种透视投影，即将球面射向切空间或切断平面。本投影绘制成一个球体的半球面，类似在外层空间的角度，外层是个大圆。正投影呈现的外形和范围是变形了的，在球体边缘尤为严重。

## 历史
根据已确认的史料记载，正投影在古代就已经出现并使用。前2世纪左右，古希腊的希巴克斯就通过这种方法确定星星升起和落下的位置。约前14年，维特鲁威制作日晷，并通过投影确定太阳的位置。